# Klinik Waldhof Elgershausen
Die Pneumologische Klinik Waldhof Elgershausen bei Greifenstein in Mittelhessen war ein Akutkrankenhaus, das Erkrankungen der Atmungsorgane behandelte. Die Klinik befand sich in einer Arbeitsgemeinschaft mit dem Universitätsklinikum Gießen und Marburg und war so an Forschung und Lehre der Universität Gießen beteiligt.

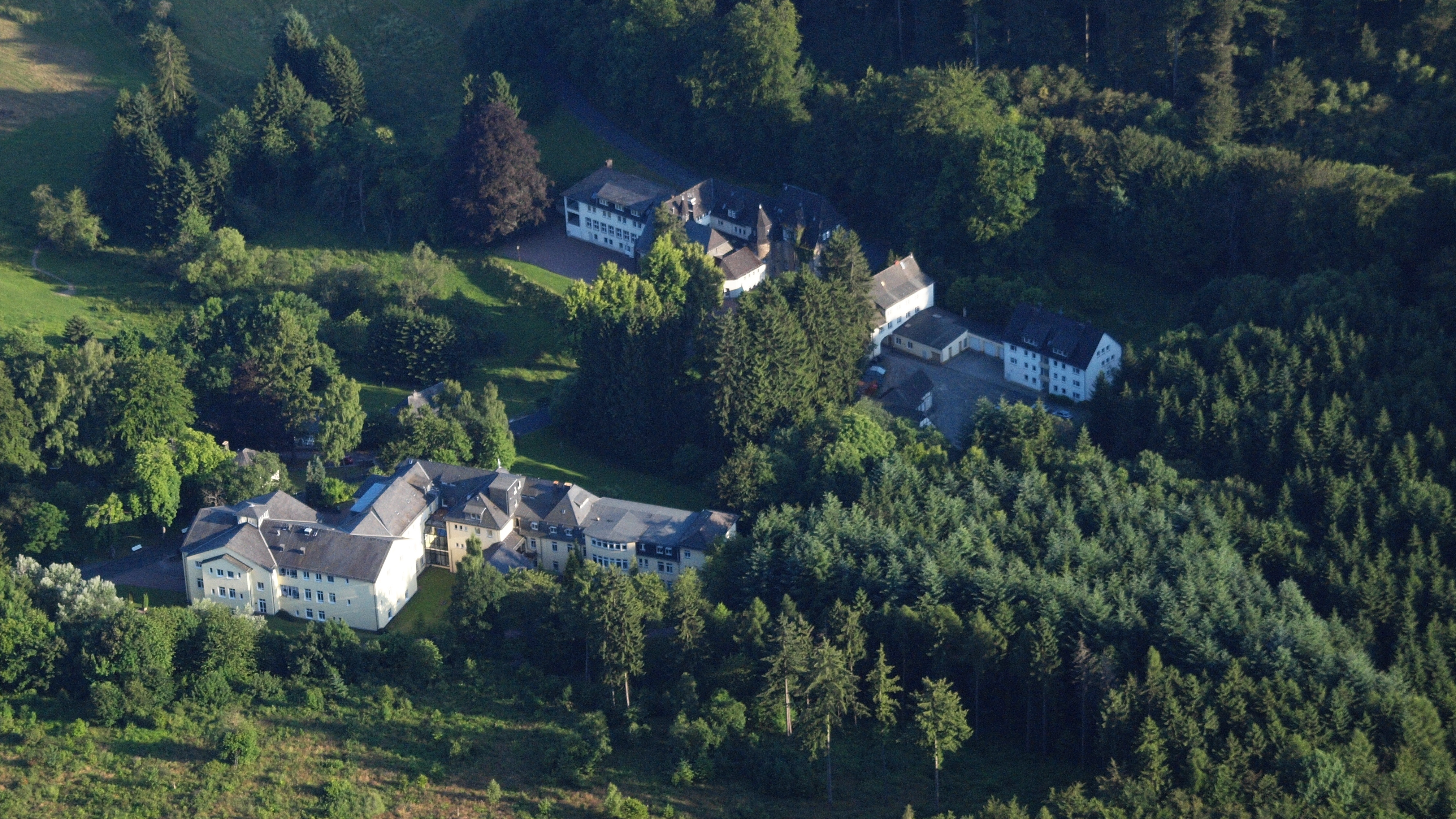
Klinik Waldhof Elgershausen

Fachgebiete des Krankenhauses waren die Behandlung von Geschwulstkrankheiten der Atmungsorgane, das Respiratorische Versagen bei Chronisch obstruktiven Lungenkrankheiten (COPD) sowie die Behandlung schlafbezogener Atemregulationsstörungen. Die Klinik hatte sich als überregionales Zentrum für Hessen, aber auch für Nordrhein-Westfalen und Rheinland-Pfalz für die Diagnostik und Therapie des Lungen- und Rippenfellkrebses etabliert.
Die Einrichtung wurde im Februar 2021 nach Gießen verlegt.

## Geschichte

### Vor der Kliniknutzung

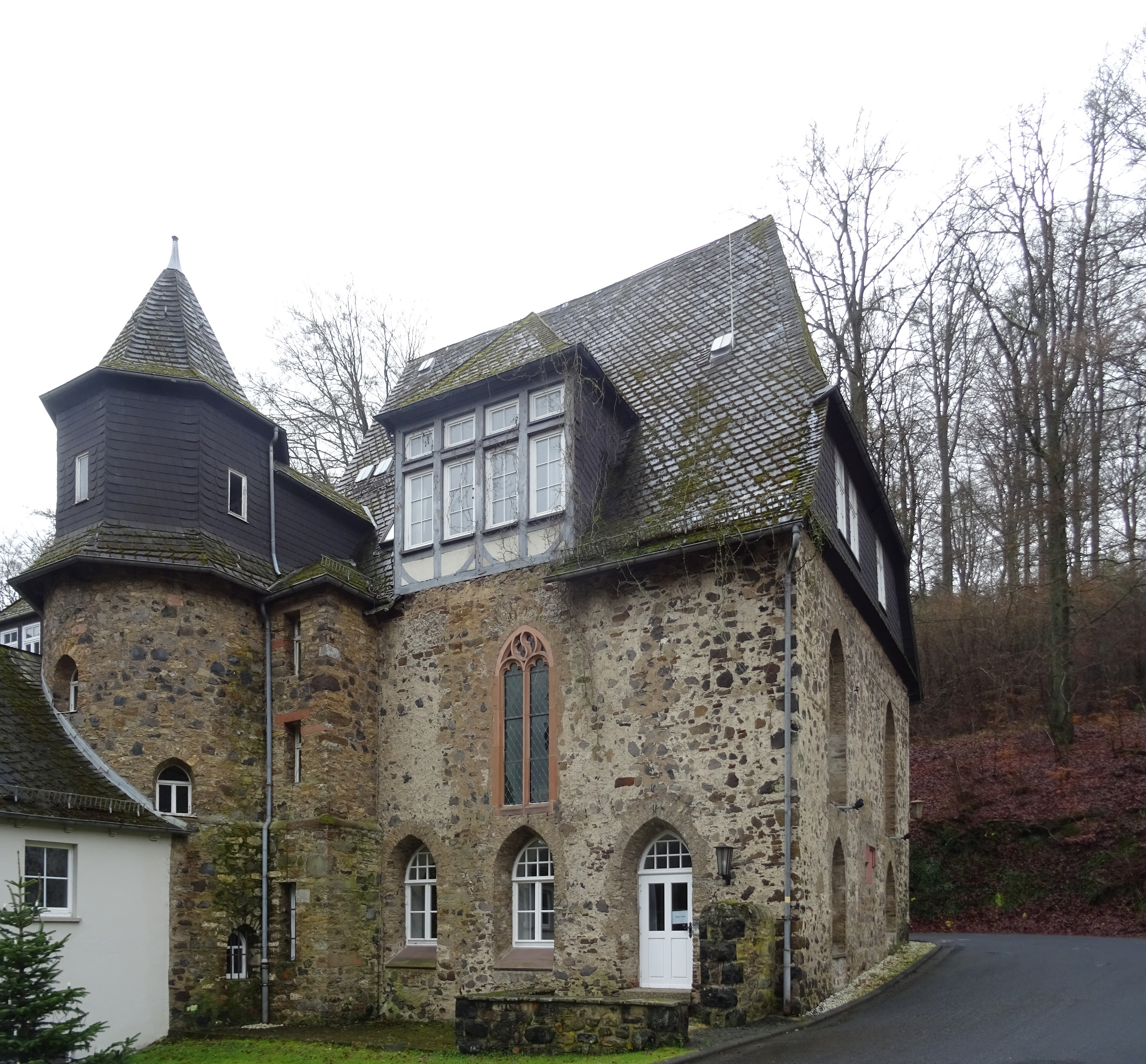
Marienkapelle

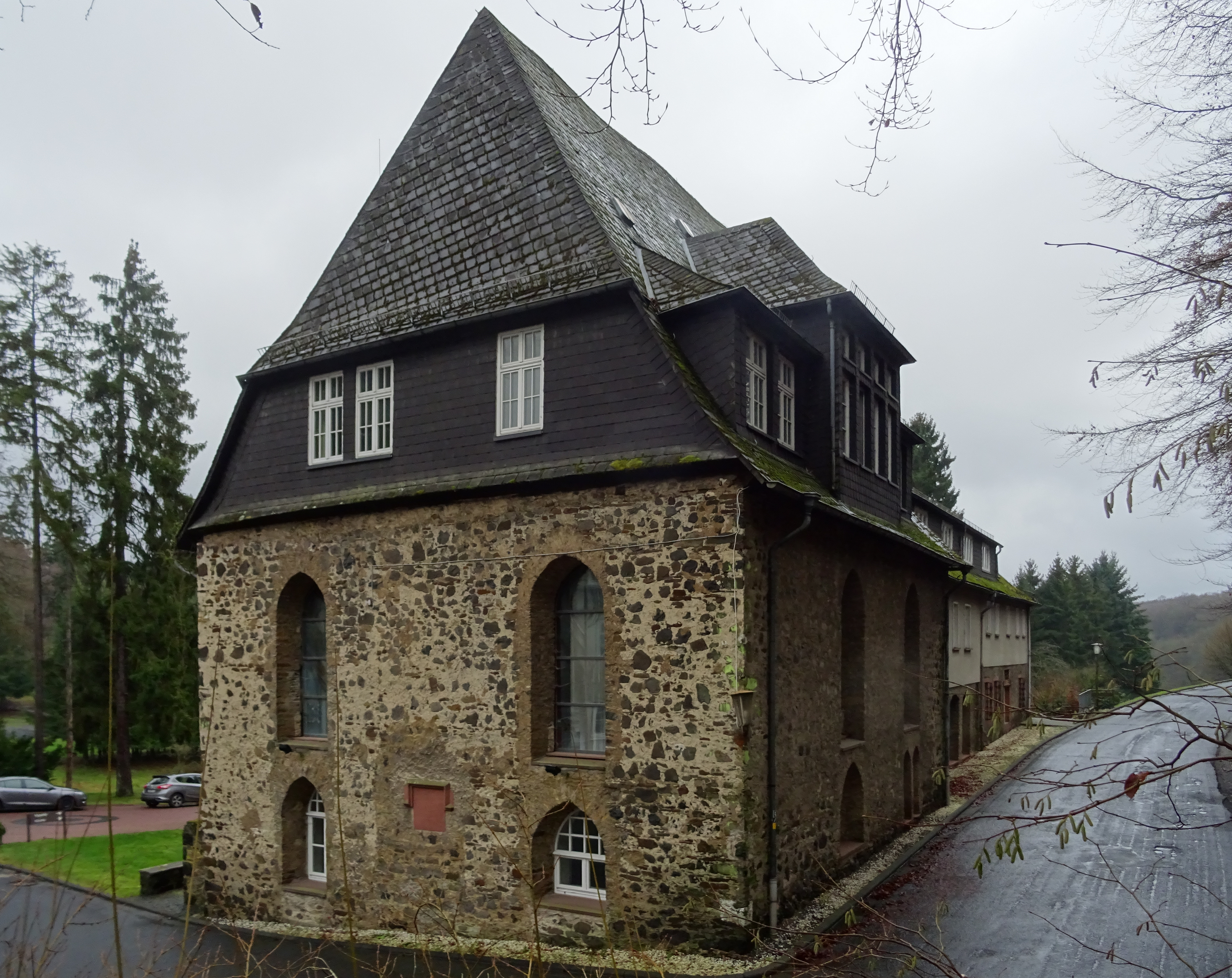
Marienkapelle

Die früheste Erwähnung des Ortes „Elgershausen“ findet sich 1351. Scherbenfunde lassen aber eine frühere Besiedelung bis ins 12. Jahrhundert vermuten. 1415 ging der Elgerhauser Besitz an den Braunfelder Grafen Bernhard II über. Dieser ließ um 1430 die Marienkapelle erbauen, um einen geistlichen Mittelpunkt in seiner Grafschaft zu schaffen. Der erste Kaplan wurde 1459 eingestellt und ab 1479 wurden hier die ersten Messen gelesen. Ein Laienorden der St. Georgsbruderschaft hielt in der Kapelle Andachten. In dieser Zeit wuchs Elgershausen zu einem bedeutenden Wallfahrtsort im Solmser Land heran. Es gab kaum einen Ort, der nicht die „Elgershauser Gülte“ abführte. 1554 trat Graf Philipp zur evangelisch-reformierten Kirche über und 1601 wurde im nahen Greifenstein eine Pfarrei gegründet, an welche die „Elgershauser Gülte“ abgeführt wurde. Die Wallfahrten nahmen ab. 1683 wurde Elgershausen ein Hofgut. 1756 wurde ein Hofhaus an die Kapelle angebaut. Fürst Friedrich übernahm den Hof und bewohnte ihn 1764–1777. Elgershausen wurde 1842 zur Oberförsterei. 

### Kliniknutzung
1899 gründete Georg Liebe zunächst in Braunfels eine Heilstätte, von ihm „Kurpension“ genannt, zur Behandlung der Tuberkulose. Die Bewohner von Braunfels richteten aus Angst vor einer möglichen Ansteckung eine Petition an den regierenden Fürsten Prinz Albrecht (1891–1901) mit der Bitte, die Anstalt schließen zu lassen. Der Fürst bot dem jungen Mediziner die Oberförsterei Elgershausen, gelegen in einem weitläufigen Waldgebiet zwischen Greifenstein und Greifenthal, als Ausweichort an. Die dort ansässigen Familien wurden auf Geheiß des Fürsten auf das Hofgut Heisterberg umgesiedelt. Als Gründungstermin gilt der 3. April 1901. Liebe nahm zunächst mit wenigen Angestellten und nur zehn Patienten die Arbeit in dem von ihm so benannten „Waldhof“ auf.
Ein Jahr nach Beginn der Arbeit musste die Heilstätte erweitert werden. Der Neubau wurde nach dem Förderer „Prinz-Albrecht-Haus“ genannt. Zur Diagnostik setzte Georg Liebe bereits Röntgenuntersuchungen ein und praktizierte Pneumothoraxbehandlungen. Die Therapiemittel beschränkten sich weitestgehend auf Luftkuren in sogenannten Liegehallen, Liegekuren, Luft- und Sonnenbäder, Wasser- und Diätkuren sowie körperliche Betätigung und psychische Begleitung. Liebe setzte bei seiner Tätigkeit vor allem auch auf medizinische Aufklärung für die Patienten und deren Familien.
Ein wichtiger Entwicklungsfaktor war im Jahr 1913 die Zusage durch die Reichsversicherung für Angestellte, künftig ihre Versicherten in der Heilstätte Waldhof Elgershausen behandeln zu lassen. Der „Waldhof“ konnte dadurch auf 100 Betten ausgebaut und erweitert werden. Im Dezember 1915 erwarb die 1914 gegründete gemeinnützige GmbH Krankenhausgesellschaft Elgershausen das bis dahin gepachtete rund 18,5 ha große Gelände. Zu den Gesellschaftern gehörten neben Georg Liebe unter anderem auch die Firma Buderus’sche Eisenwerke AG mit Sitz in Wetzlar. Der Gründer der Heilanstalt, Georg Liebe, verstarb bereits im Alter von 59 Jahren. Sein früher Tod führte zu einem mehrfachen Wechsel der ärztlichen Leitung. So waren 1924 sowohl seine Tochter Hertha Liebe als auch E. Lange jeweils für nur kurze Zeit Chefärzte der Einrichtung.
1924 trat die Hospiz-Gesellschaft GmbH mit Sitz in Berlin-Dahlem als Gesellschafter in das Unternehmen ein. Im November 1928 übernahm die Innere Mission der Evangelischen Kirche Deutschlands die Krankenhausgesellschaft.
Bereits im Ersten Weltkrieg hatte sich Liebe um tuberkulosekranke Soldaten und Kriegsheimkehrer bemüht und sie betreut. Soldaten mit schweren Brustkorbverletzungen, aber auch russische Gefangene mit Tuberkulose wurden im Zweiten Weltkrieg im Waldhof aufgenommen und behandelt.
1976 trat die Evangelische Kirche in Hessen und Nassau als Gesellschafter in die Klinik ein. Neuer Träger der Klinik wurde das Diakonische Werk in Hessen und Nassau mit Sitz in Frankfurt am Main.
1980 trat der Waldhof unter der medizinischen Leitung des Pneumologen und Internisten Harald Morr in eine Arbeitsgemeinschaft mit dem Fachbereich Humanmedizin der Justus-Liebig-Universität Gießen ein. Seit 2006 sind die Agaplesion AG mit Sitz in Frankfurt am Main und die Evangelische Kirche in Hessen und Nassau mit Sitz in Darmstadt alleinige Gesellschafter der Pneumologischen Klinik Waldhof Elgershausen.

### Umzug nach Gießen
Im Februar 2021 zog die lungenheilkundliche Klinik um in das Evangelische Krankenhaus Gießen. Es wurde mit Petitionen versucht, dem Umzug entgegenzuwirken. Die Gebäude wurden 2018 an die Junk Projekt GmbH aus Gießen verkauft. Privatpersonen streben eine Weiternutzung des Areals seit Ende 2019 an. 2023 wurde der Waldhof an die GLS treuhand verkauft und ging somit in gemeinnützige Zwecke über. Es ist unter anderem eine Einrichtung zum Heilfasten angedacht.

## Haus der Stille
Im ältesten Gebäudekomplex der Klinik Waldhof Elgershausen, dem sogenannten „Heiligen Haus“, zu dem auch eine Kapelle gehört, befindet sich seit 1993 das Haus der Stille. Trägerin ist die „Initiative zur Förderung geistlichen Lebens in der EKHN e.V.“, die 1992 unter Leitung des damaligen Propstes Hans Wilhelm Stein gegründet wurde, um ein Konzept für ein Haus der Stille in der Evangelischen Kirche von Hessen und Nassau zu erarbeiten.